# Nelson Eddy
Nelson Ackerman Eddy (Providence, 29 juni 1901 – Palm Beach, 6 maart 1967) was een Amerikaans zanger en acteur.

## Levensloop
De ouders van Eddy waren zangers en zijn grootvader was muzikant. Omdat hij geen zangleraar kon betalen, leerde hij zichzelf zingen met grammofoonplaten. Op 14-jarige leeftijd had hij al gewerkt in een telefooncentrale en een ijzergieterij. Hij kreeg privéles van de componist Edouard Lippé, die hem geld leende om zijn studie in Dresden en Parijs te betalen.
Eddy gaf zijn eerste concert in 1928 in Philadelphia. In 1933 tekende hij een contract van zeven jaar bij filmmaatschappij MGM. Daar brak hij in 1935 door met de film Naughty Marietta aan de zijde van actrice Jeanette MacDonald. Hij draaide samen met haar nog zes films. Hun laatste film samen was I Married an Angel in 1942.
Op het eind van zijn leven bekeerde hij zich tot Jehova's getuigen. Hij stierf op 65-jarige leeftijd aan een hersenbloeding.

## Filmografie
- 1934: Student Tour
- 1935: Naughty Marietta
- 1936: Rose-Marie
- 1937: Maytime
- 1937: Rosalie
- 1938: The Girl of the Golden West
- 1938: Sweethearts
- 1939: Let Freedom Ring
- 1939: Balalaika
- 1940: New Moon
- 1940: Bitter Sweet
- 1942: The Chocolate Soldier
- 1942: I Married an Angel
- 1943: Phantom of the Opera
- 1944: Knickerbocker Holiday
- 1946: Make Mine Music
- 1947: Northwest Outpost